# Estelle (Luisiana)
Estelle es un lugar designado por el censo ubicado en la parroquia de Jefferson en el estado estadounidense de Luisiana. En el Censo de 2010 tenía una población de 16377 habitantes y una densidad poblacional de 1.259,1 personas por km².

## Geografía
Estelle se encuentra ubicado en las coordenadas 29°50′29″N 90°5′39″O / 29.84139, -90.09417. Según la Oficina del Censo de los Estados Unidos, Estelle tiene una superficie total de 13.01 km², de la cual 12.98 km² corresponden a tierra firme y (0.18%) 0.02 km² es agua.

## Demografía
Según el censo de 2010, había 16377 personas residiendo en Estelle. La densidad de población era de 1.259,1 hab./km². De los 16377 habitantes, Estelle estaba compuesto por el 63.8% blancos, el 24.8% eran afroamericanos, el 0.94% eran amerindios, el 4.49% eran asiáticos, el 0.03% eran isleños del Pacífico, el 3.58% eran de otras razas y el 2.36% pertenecían a dos o más razas. Del total de la población el 10.97% eran hispanos o latinos de cualquier raza.

## Educación
Las Escuelas Públicas de la Parroquia de Jefferson gestiona escuelas públicas.